# Fridericia chica
El carayurú, chica, bejuco de hierro o pariri (Fridericia chica) es una planta arbustiva de la familia Bignoniaceae que se encuentra comúnmente en los bosques tropicales húmedos en México, Centroamérica y la Amazonia.

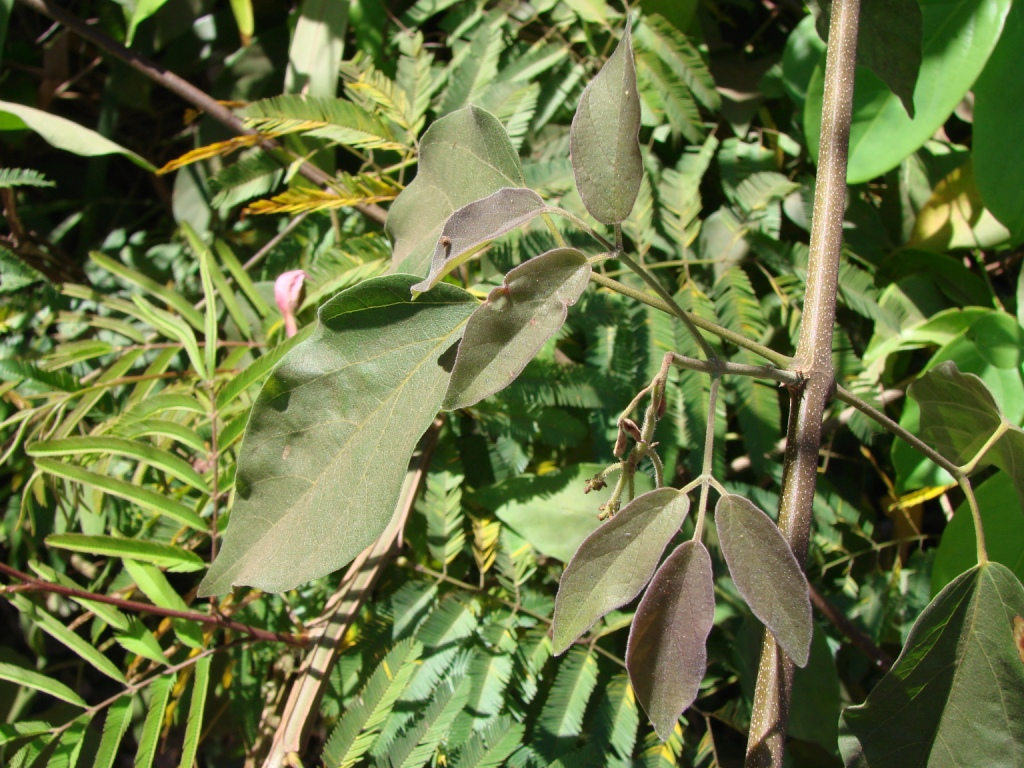
Detalle de las hojas

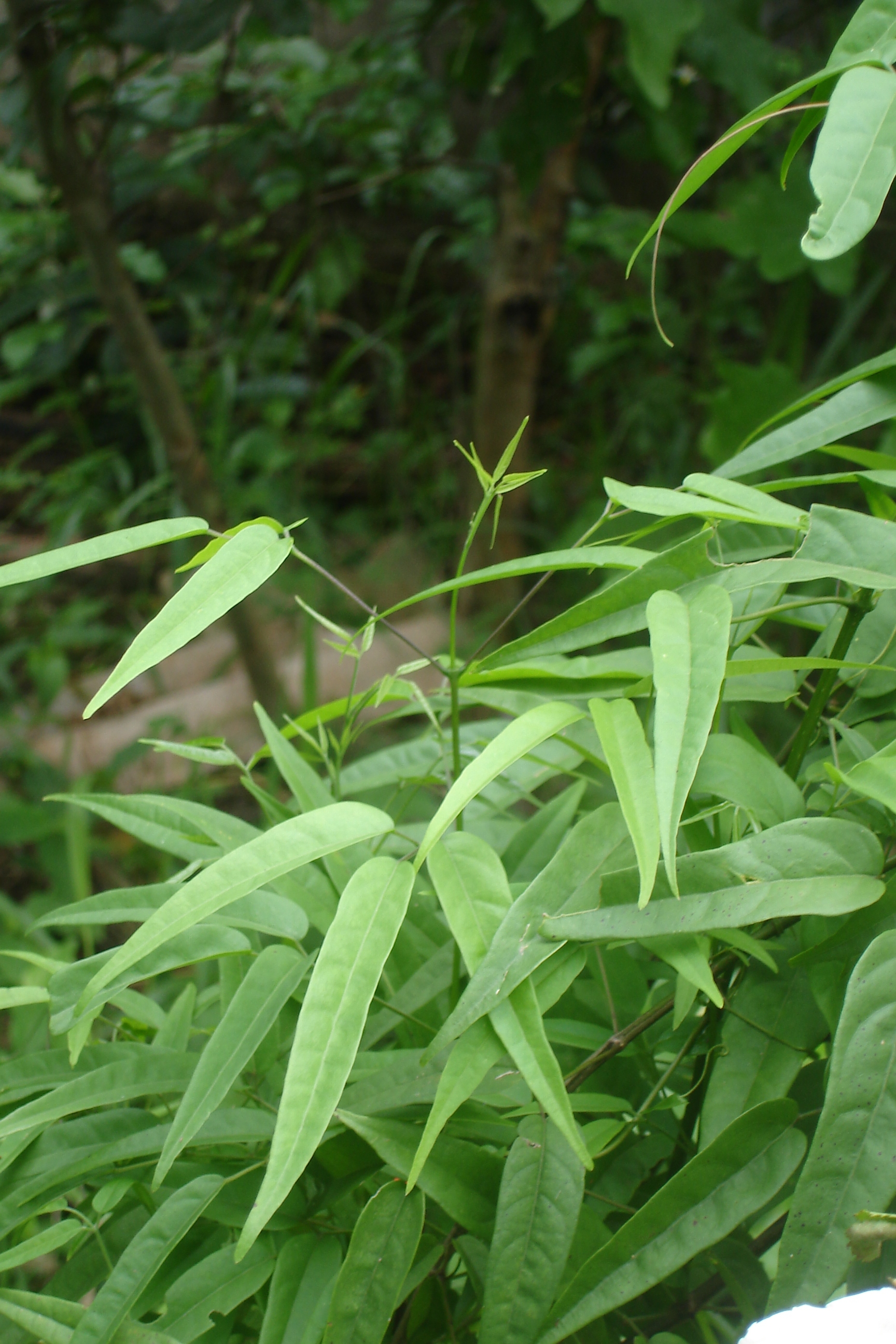
Hojas

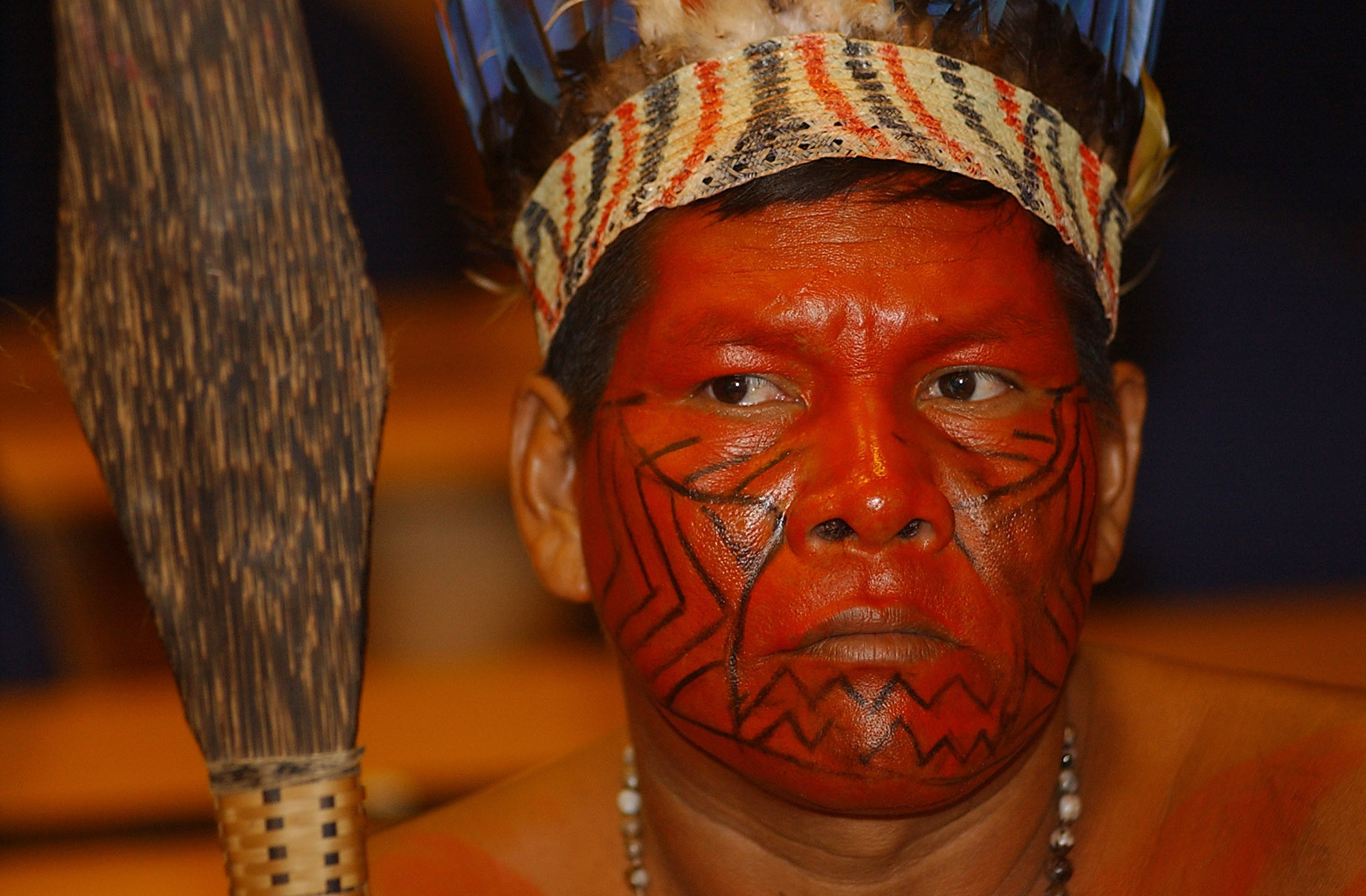
Uso de su tinte

## Descripción
Es un bejuco de 3 m de alto, a veces trepador. Tiene hojas compuestas, opuestas, ligeramente acorazonadas en la base y de 7 a 10 cm de largo por 3 a 3,5 cm de ancho. Presenta inflorescencia en panículas terminales, con corola tubular, terminada en 5 lóbulos, de aproximadamente 8 mm de ancho por 3 cm de largo y color morado o violeta-rojizo. El fruto es capsular, linear, con dos valvas.

## Usos
La infusión de las hojas de esta planta han sido utilizada hace mucho tiempo por la medicina tradicional como agente antiinflamatorio, astringente, desinfectante y medicamento para aliviar el cólico biliar, la ictericia, la diarrea y la anemia. Algunos indígenas la usan para tratar la conjuntivitis. Ha sido inmemorialmente usada para higiene íntima.
Recientes estudios han comprobado la complejidad química de las infusiones y tinturas de chica y se ha comprobado su efecto antimicótico. Se considera que ayuda a combatir la anemia, por su contenido de hierro.
La infusión se transforma en un llamativo líquido rojo. Las hojas sometidas a fermentación y tratadas, producen un colorante rojo obscuro utilizado abundantemente por los nativos para pintar tanto los cuerpos como los utensilios.

## Taxonomía
Fridericia chica fue descrita por (Bonpl.) L.G.Lohmann y publicado en Monographs in Systematic Botany from the Missouri Botanical Garden 107(2): 1604. 2008.
Sinonimia
- Adenocalymma portoricense A.Stahl ex Bello
- Adenocalymma portoricensis A. Stahl
- Arrabidaea acutifolia DC.
- Arrabidaea chica (Bonpl.) Verl.
- Arrabidaea chica var. acutifolia (DC.) Bureau
- Arrabidaea chica var. angustifolia Bureau & K.Schum.
- Arrabidaea chica var. cuprea Bureau & K.Schum.
- Arrabidaea chica f. cuprea (Cham.) Sandwith
- Arrabidaea chica var. cuprea
- Arrabidaea chica var. thyrsoidea (DC.) Bureau
- Arrabidaea cuprea Pittier
- Arrabidaea cuprea (Cham.) Bornm.
- Arrabidaea larensis Pittier
- Arrabidaea rosea DC.
- Bignonia chica Bonpl.
- Bignonia cuprea Cham.
- Bignonia cuprea var. grandiflora Cham.
- Bignonia cuprea var. parviflora Cham.
- Bignonia erubescens S. Moore
- Bignonia rosea DC. [Invalid]
- Bignonia rubescens S.Moore
- Bignonia rufescens DC.
- Bignonia thyrsoidea DC.
- Bignonia triphylla Willd. ex DC.
- Bignonia triphylla Vell.
- Lundia chica (Bonpl.) Seem.
- Temnocydia carajura Mart. ex DC.
- Vasconcellia acutifolia Mart. ex DC.[6]